# Kaple svatého Michaela (Affing)
Kaple svatého Michaela je katolická kaple v Affingu (Bavorsko, asi 20 km severovýchodně od Augsburgu) stojící na Schlossplatz 8. Je chráněnou památkou.

## Popis
Byla postavena roku 1698 a je zasvěcena archandělu Michaelovi. Kaple je jednolodní, orientovaná na západ. Má valenou klenbu s lunetami. Na půlkruhové zadní části je hranolová věž se špičatou stříškou.
Štuky pocházejí ze stejné doby jako kaple. Na nástropní malbě z roku 1698 je zobrazen Michael porážející Lucifera.